# Trappea cinnamomea
Trappea cinnamomea är en svampart som beskrevs av A S. Xu & D.Q. Luo 2003. Trappea cinnamomea ingår i släktet Trappea och familjen Trappeaceae.   Inga underarter finns listade i Catalogue of Life.